# ناحیه فرانکلین، شهرستان دیکلب، ایلینوی
ناحیه فرانکلین (به انگلیسی: Franklin Township) یک منطقهٔ مسکونی در ایالات متحده آمریکا است که در شهرستان دیکلب واقع شده‌است. ناحیه فرانکلین ۲۴۱ متر بالاتر از سطح دریا واقع شده‌است.